# Dioscorea mangenotiana
Dioscorea mangenotiana är en enhjärtbladig växtart som beskrevs av J.Miège. Dioscorea mangenotiana ingår i släktet Dioscorea och familjen Dioscoreaceae. Inga underarter finns listade i Catalogue of Life.